# Гидромонитор
Гидромонитор (от др.-греч. ὕδωρ — вода и англ. monitor — следящий, контролирующий; англ. hydromonitor) — устройство, служащее для создания (формирования) плотной, движущейся с большой скоростью водяной струи и управления ею с целью разрушения и смыва горных пород.

## Характеристики гидромониторов
- диаметр входного патрубка нижнего колена — до 500 мм
- диаметр насадок — до 220 мм
- длина ствола — до 18000 мм
- рабочее давление у насадки — до 12 МПа
- угол поворота ствола: горизонтальный — 360º, вертикальный — ±35º
- габариты: длина — до 20000 мм, ширина — до 4000 мм, высота — до 435 мм
- расход воды — до 7000 м3/ч
- масса — до 29 т

## Применение гидромониторов
- разрушение горных пород
- смыв горных пород

## Рабочие инструменты гидромониторов
Гидромониторы с ручным управлением
- верхнее и нижнее колена
- ствол
- насадка
- шарниры
- водило
- сани
- ствол со струенаправляющимися внутренними ребрами
- соединительные пальцы
- пустотелый усеченный шар
- оголовок
- кронштейны

Гидромониторы с дистанционным управлением
- гидромонитор
- гидроцилиндры
- рукава высокого давления
- насосная станция
- переносной пульт управления
- кабина
- салазки
- шарнир горизонтального управления с гидрозамком

## Классификация гидромониторов
По области применения
- гидромониторы для открытых работ
- гидромониторы для подземных работ

По назначению
- гидромониторы для подготовительных работ
- гидромониторы для очистных работ
- гидромониторы для подгонки пульпы по желобам универсального назначения

По способу перемещения
- ручные гидромониторы
- гидропередвижные гидромониторы
- гидромониторы, укрепляемые на передвижных механизированных крепях

По способу управления
- гидромониторы с ручным управлением
- гидромониторы с дистанционным управлением
- гидромониторы с программным управлением

## Производители гидромониторов
- Иркутский завод тяжёлого машиностроения (ИЗТМ)
- Сибгормаш
- Завод Гидромаш
- Астраханское центральное конструкторское бюро